# Heinrich I. (Oldenburg)
Heinrich I. von Oldenburg (* um 1122; † 1167 in Wildeshausen) war ab 1142 Graf von Oldenburg und Begründer der Wildeshausener Linie des Oldenburger Grafenhauses. Er war der älteste Sohn des Grafen Egilmar II. von Oldenburg und der Eilika von Werl-Rietberg, einer Tochter des Grafen Heinrich I.
Nach dem Tode seines Vaters im Jahre 1142 folgte er gemeinsam mit seinem jüngeren Bruder Christian I. als Regent. Dabei wurden die Oldenburger Herrschafts- und Besitzrechte geteilt: Christian I. blieb in Oldenburg, Heinrich I. nahm seinen Sitz in Wildeshausen, wo schon sein Vater und sein Großvater Egilmar I. als Vogte des Wildeshauser Alexanderstifts fungiert hatten.
Ferner wurde er Vogt von Rastede und Graf von Rietberg, das er später durch Heinrich den Löwen verlor. Er gewann Grafenrechte der Grafen von Stade dazu und beteiligte sich mit Christian I. an den Kriegszügen Heinrichs des Löwen gegen die Friesen. Ob er sich später wie sein Bruder am Kampf gegen diesen sächsischen Herzog beteiligte, ist angesichts der schwachen Quellenlage unklar.

## Ehe und Kinder
Er heiratete Salome von Geldern-Zütphen, die Tochter des Grafen Gerhard II.
- Gerhard I. († 1219) 1192–1216 Bischof von Osnabrück und 1210–1219 Erzbischof von Bremen
- eine Tochter (Christiane?[1]) ⚭ Wedekind von Stumpenhausen
  - Heinrich I. von Stumpenhausen; erobert 1204 die Herrschaft Hodenberg und nahm von der Burg Hoya den Grafentitel an[2] (siehe auch Grafschaft Hoya)
- Beatrix († um 1224); 1207–1224 Äbtissin von Bassum
- Heinrich II. († 1197) ⚭ Beatrix von Hallermund, folgte seinem Vater als Graf in Wildeshausen
- Bischof Otto I. von Münster († 1218)